# An Indian's Gratitude (film 1912)
An Indian's Gratitude è un cortometraggio muto del 1912. Il nome del regista non viene riportato nei credit del film.

## Produzione
Il film fu prodotto dalla Lubin Manufacturing Company.

## Distribuzione
Distribuito dalla General Film Company, il film - un cortometraggio in una bobina - venne distribuito nelle sale statunitensi il 13 giugno 1912. La Moving Pictures Sales Agency lo distribuì nel Regno Unito l'8 agosto 1912.